# Castello di Březnice
Il castello di Březnice (in ceco zámek Březnice) si trova nella città omonima del Distretto di Příbram, Boemia Centrale nella Repubblica Ceca. La sua storia inizia nel XVII secolo.

## Storia

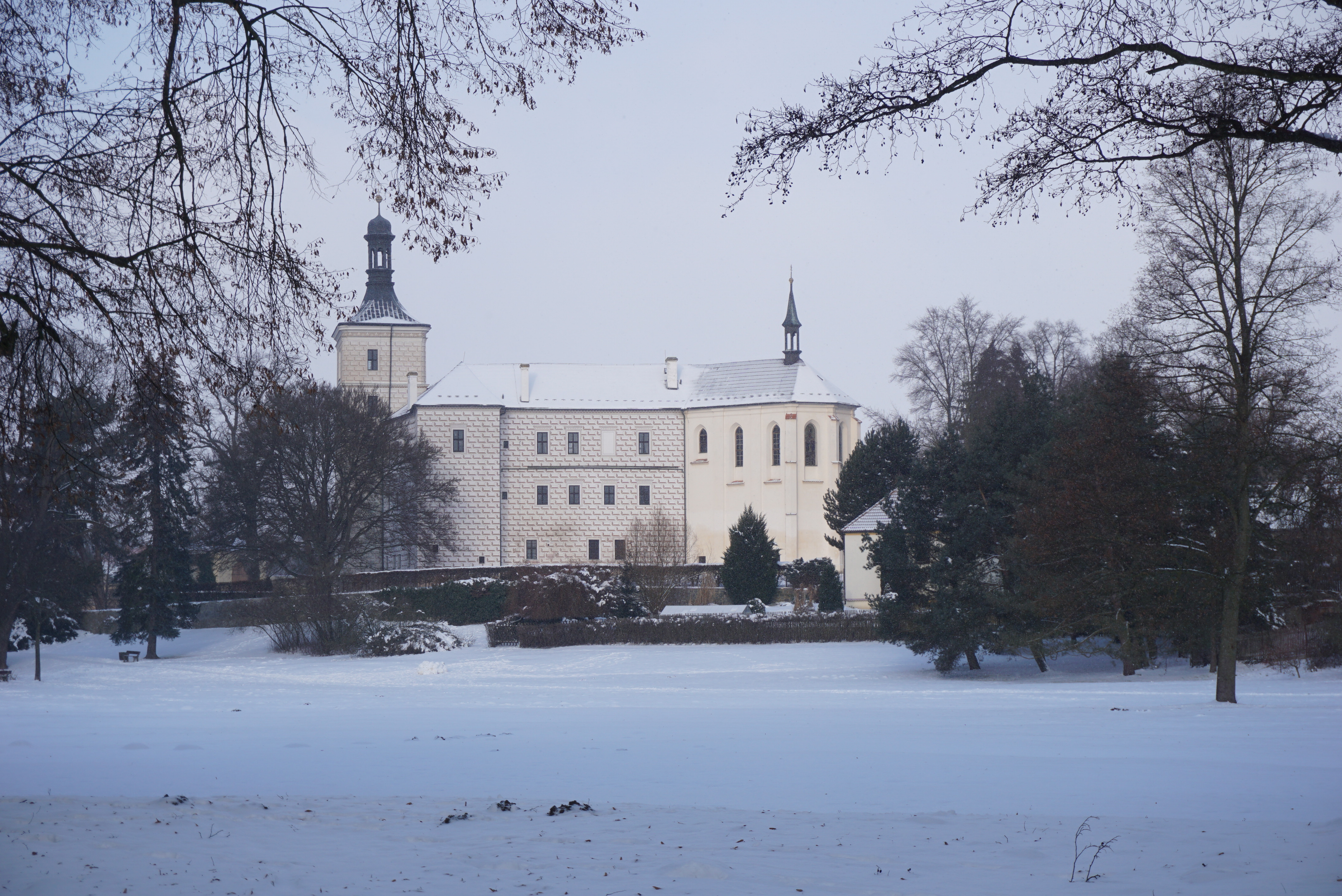
Il castello di Březnice dopo una nevicata

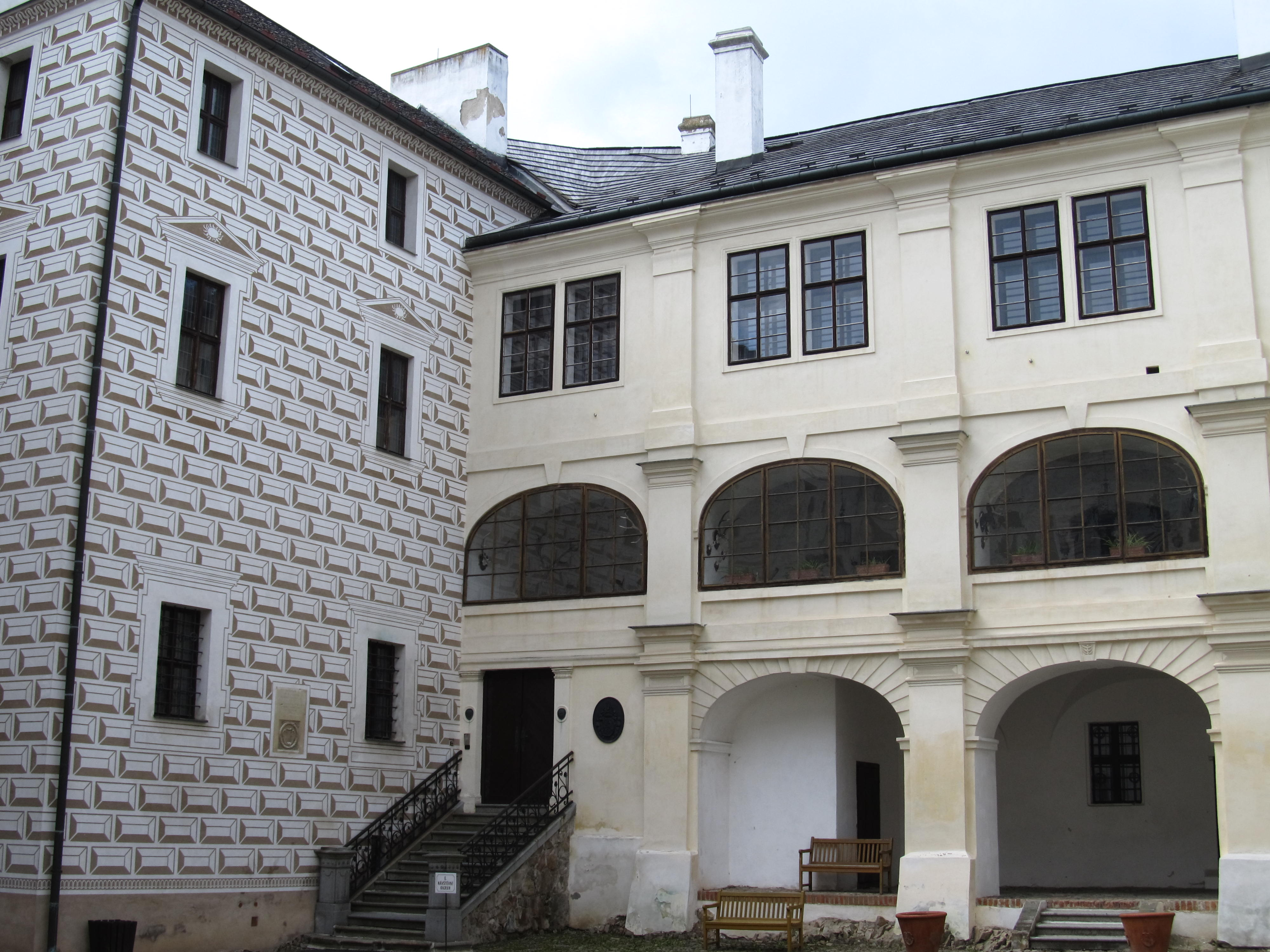
Cortile interno

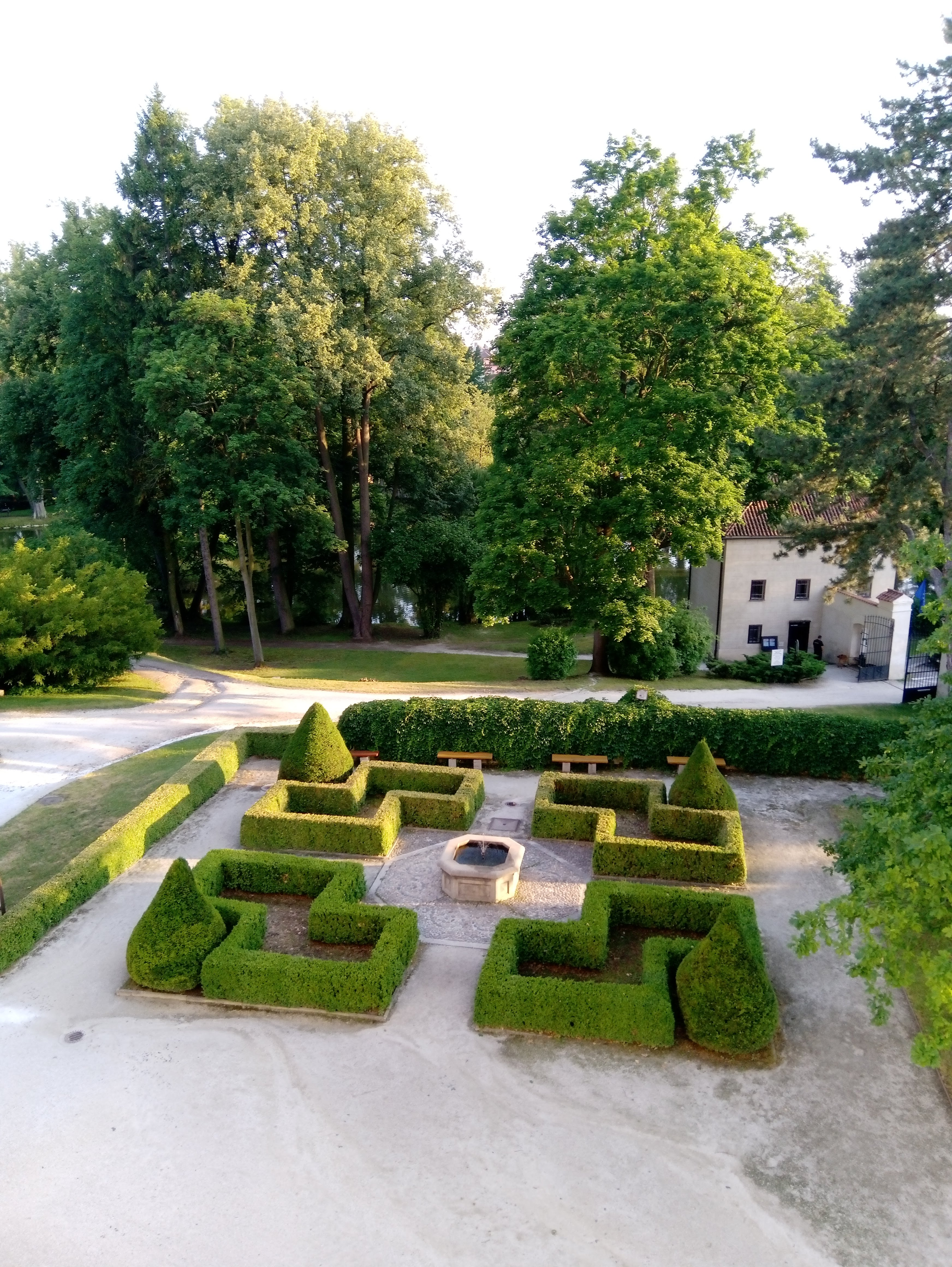
Particolare del parco

Sul sito del castello, quando Březnice era di proprietà della famiglia Buzicgià, nella prima metà del XIII secolo, sorgeva una fortezza medievale. Nel corso del secolo seguente il dominio sulla città cambiò spesso finché, all'inizio del XV secolo, signori locali divennero i membri della famiglia Zmrzlík di Svojšín. Le truppe ussite in quel periodo assediarono e riconquistarono Březnice sino a quando, nel 1506, la fortezza fu acquistata dalla famiglia Malov di Chýnov e Vimperk, che fece iniziare lavori per ampliarla. Durante questa ricostruzione l'edificio assunse l'aspetto di un palazzo residenziale con massicce fortificazioni tecnicamente molto avanzate. La cura data alle sue fortificazioni rispetto a quelle dei castelli di Rábí, Švihova o Blatná fa supporre che l'opera possa essere stata eseguita da Benedikt Ried. Nel 1547 Petr Malovec si unì alla ribellione contro il re Ferdinando I e i suoi beni furono confiscati dai signori di Lokšan. Questi fecero ampliare l'originaria fortezza medievale che divenne un rappresentativo castello rinascimentale. Al nucleo medievale furono gradualmente aggiunte altre ali e venne creato un edificio con pianta chiusa a quattro ali attorno ad un cortile trapezoidale. Ciò avvenne gradualmente in quattro fasi, l'ultima delle quali fu completata intorno al 1600. Anche i signori di Lokšan subirono la confisca dei loro beni dopo essere stati coinvolti negli eventi rivoluzionari dell'inizio del XVII secolo e i loro beni furono confiscati dopo la battaglia di Bílá Hora. Il castello di Březnice fu poi acquistato da Přibík Jeníšek di Újezd, che nella prima metà del XVII secolo completò la sistemazione della struttura del castello. Il parco fu modificato e completato e all'angolo orientale del castello fu aggiunta una cappella longitudinale con presbiterio pentagonale. Nel 1728 divennero nuovi proprietari i Cracovia di Kolovrat e dal 1872 la famiglia Pállfy. Questi ultimi si interessarono soprattutto sull'arredamento interno. Il castello è di proprietà della Repubblica Ceca che ne ha deciso l'inclusione tra i monumenti culturali nazionali.

## Descrizione
Il castello si trova nella parte orientale di Březnice, città della Boemia Centrale nella Repubblica Ceca. Sorge sulla riva destra del fiume Skalice e l'edificio occupa il limite nord-occidentale dell'area irregolare del parco. Il nucleo centrale del complesso è il castello a due piani con cortile recintato e cappella gentilizia adiacente alla sua parte orientale e delimitato da estese mura con bastioni e mura di cinta con porte. Gli edifici sono raggruppati attorno ad un cortile centrale trapezoidale e sono il risultato di diverse fasi costruttive dal XIII al XVII secolo. Il palazzo incorporò anche un bastione medievale che, dopo le ultime modifiche, divenne il simbolo del castello: una torre prismatica con una copertura ad elmo. Il complesso del castello di Březnice è un complesso estremamente prezioso e riflette nella sua planimetria e disposizione dei materiali lo sviluppo storico e architettonico di un importante maniero medievale.

### Monumento culturale della Repubblica Ceca
La tutela dei monumenti della Repubblica Ceca considera il castello di Březnice un monumento culturale tutelato col numero di catalogo 1000147967.